# Ліллі Кей
Ліллі Кей (англ. Lilli Kay; нар. 18 березня 1996, Бруклін) — американська акторка, найбільш відома у ролі Клари Бревер серіалах Paramaunt+ «Єллоустоун» та Фії Бакстер «Ваша честь» на каналі Showtime, також фільмах «Місце без слів» (2019) і «Чемберс» (2019).

## Біографія
Народилася 18 березня 1996 року в Брукліні, Нью-Йорк, США. Інформація про батьків Ліллі Кей залишається конфіденційною. Попри це, вона американка білого походження і дотримується християнської віри. Вона кілька разів згадувала, що Джуліан Голдані Теллес, колега по акторству, є її сестрою. Джуліан має італійське коріння, як і батько Ліллі Кей. Навчалася у школах Вайлдвуд і Течер у Каліфорнії, США. Вона вступила до Університету Карнегі-Меллона в Пітсбурзі, штат Пенсільванія, і закінчила його в 2017 році, здобувши ступінь бакалавра акторської майстерності та драми.

## Кар'єра
Спочатку Ліллі була учасницею Roundabout Theatre Company. Деякі з її популярних театральних робіт в Університеті Карнегі-Меллона — «Без серця», «Три мушкетери», «Еврідіка» та «Плейбой західного світу». У 2014 році вона отримала свою першу роботу і знялася в ролі Рубі Брегг в американському серіалі «Державний секретар». Вона також альт-співачка та гітаристка.

## Особисте життя
Ходили чутки, що акторка не жінка. Однак вона це заперечила і повідомила ЗМІ, що вона жінка. Відповідно до її біографії в Instagram, вона використовує займенники she/they. Деякі люди вважають, що вона трансгендерна через те, як вона іноді одягається; в основному вона носить смокінги. Вона також є прихильницею ЛГБТК-спільноти. Ліллі може розмовляти з багатьма акцентами, наприклад австралійським, новозеландським і британським. Вона любить стрільбу з лука, сценічний бій і фехтування на мечах.

## Фільмографія

### Фільми
| Рік  | Українська назва              | Оригінальна назва           | Роль   |
| ---- | ----------------------------- | --------------------------- | ------ |
| 2018 | Патерно                       | Paterno                     | Дорі   |
| 2019 | Місце без слів                | The Place of No Words       |        |
| 2023 | Растін                        | Rustin                      | Рашель |
| 2024 | Найщасливіша людина в Америці | The Luckiest Man in America | Ліза   |

### Телебачення
| Рік       | Українська назва   | Оригінальна назва | Роль            |
| --------- | ------------------ | ----------------- | --------------- |
| 2019      | Державний секретар | Madam Secretary   | Рубі Браг       |
| 2019      | Чемберс            | Chambers          | Пенелопа Фаулер |
| 2020—2023 | Ваша честь         | Your Honour       | Фія Бакстер     |
| 2022—2024 | Єллоустоун         | Yellowstone       | Клара Бревер    |
| 2025      | Король гольфу      | Stick             | Зеро            |